# Dairat al-Mukhabarat al-Ammah
Le Dairat al-Mukhabarat al-Ammah (arabe دائرة المخابرات العامة, appelé General Intelligence Directorate, GID, en anglais) est le service de renseignement de la Jordanie, créé en 1964. Actif dans tout le Moyen-Orient, il collabore avec des services de renseignement britanniques et américains.
Le roi Abdallah II a remplacé à sa tête Muhammad Dahabi par Muhammad Raqqad [Quand ?], toute la direction ayant été changée en 2009.

## Culture populaire
Ce service de renseignement apparaît dans le film Mensonges d'État, à la poursuite d'un dangereux terroriste commettant une série d'attentats en Europe.

## Source
- (en)

- (en) Cet article est partiellement ou en totalité issu de l’article de Wikipédia en anglais intitulé « General Intelligence Directorate (Jordan) » (voir la liste des auteurs).